# Juan B. Justo
Pour les personnes ayant le même patronyme, voir Justo.
Juan Bautista Justo (Buenos Aires, 1865 — Los Cardales, 1928) est un médecin, journaliste, homme politique, député et essayiste argentin. 
Justo mena de front d’une part une carrière de chirurgien et de professeur d’université à la faculté de médecine de Buenos Aires, et d’autre part une carrière politique, commencée à l’issue d’un périple en Europe, où il s’initia aux idées socialistes. Après un passage dans le parti radical, et après avoir créé le journal La Vanguardia (qu’il dirigera jusqu’à sa mort), il cofonda en 1896 le Parti socialiste argentin (PS), dont son journal deviendra l’organe et qu’il présidera jusqu’à sa mort inopinée en 1928. Il fut aussi à l’origine de la coopérative ouvrière El Hogar Obrero (littér. le Foyer ouvrier), qui entre autres réalisations fit construire de nombreux logements sociaux. Sous sa direction, le PS sut en 1904 faire élire, en la personne d’Alfredo Palacios, le premier député socialiste du continent américain. Lui-même fut élu député national (1912-1924), puis sénateur national (1924-1928), auquel titre il s’engagea en faveur de la Réforme universitaire, présenta nombre de projets de loi en matière sociale, contre les jeux de hasard et l’alcoolisme, pour l’élimination de l’analphabétisme, etc., et plaida (en vain) pour la séparation de l’Église et de l’État.
Justo, qui ne s’est jamais défini comme marxiste, professait un socialisme strictement légaliste et ne voulait avoir recours qu’à des moyens de lutte non violents. Il se réclamait du courant révisionniste, théorisé notamment par Eduard Bernstein. En particulier, son révisionnisme se manifestait par ceci qu’il préconisait la démocratie parlementaire, rejetait la dialectique marxienne, reconnaissait l’avancée historique apportée par le capitalisme moderne, contestait le postulat de la paupérisation devant nécessairement conduire à la révolution prolétarienne, louait les vertus du libre-échange, meilleur garant selon lui de la paix universelle, niait que le capitalisme porte nécessairement en lui la guerre, admettant qu’un développement pacifique du capitalisme soit possible et imputant les guerres européennes à des reliquats de l’époque précapitaliste, et arguait que la guerre peut se justifier dans certains cas (y compris les guerres coloniales, ou la Conquête du Désert en Argentine). À l’instar de Jaurès, qu’il fit venir à Buenos Aires, Justo était opposé à l’action violente et préconisait une organisation méthodique et légale des forces prolétariennes, dans le respect de la loi de la démocratie parlementaire et du suffrage universel. D’aucuns ont pu dire qu’il fut le défenseur d’un socialisme de libre marché.

## Biographie

### Jeunes années et études universitaires
Juan B. Justo naquit en 1865 dans le quartier de San Telmo, proche faubourg sud de Buenos Aires, et eut pour père don Felipe Justo Olavarría, qui vaquait à des activités agricoles. Il était cousin au deuxième degré de l’homme politique conservateur Agustín Pedro Justo, qui fut président de l’Argentine entre 1932 et 1938. À l’issue de ses études primaires, sa mère, Aurora María Castro Ramírez, s’opposa à ce que son fils abandonne les études pour assister son père dans son travail, et obtint en 1876 qu’il poursuive sa formation au Colegio Nacional de Buenos Aires, puis qu’il s’engage dans la carrière médicale.

### Carrière médicale
En 1882, Juan B. Justo entreprit des études de médecine à l’université de Buenos Aires (s’efforçant de financer ses études par des travaux journalistiques), et obtint son diplôme en 1888, de fin d’études qui fut louangée par le doyen, le Dr Avelino González, comme étant « l’étude la plus achevée et parfaite qui ait pu être menée sur le sujet ». En récompense de ses recherches, la faculté de médecine lui décerna sa Médaille d’or et lui offrit en outre (alors qu’il avait à peine 23 ans) un voyage d’études dans les principales capitales européennes, périple au cours duquel il s’initia aux idées socialistes. De retour en Argentine, il fut engagé par l’hôpital des Malades chroniques (Hospital de Enfermos Crónicos, actuel hospital Ramos Mejía), où il exerça comme chirurgien. Le docteur Justo, grand chercheur et innovateur, introduisit en Argentine les pratiques antiseptiques lors d’opérations chirurgicales et l’usage de la cocaïne comme anesthésique. Il sera nommé une quinzaine d’années plus tard professeur de clinique chirurgicale à la faculté de médecine de l’université de Buenos Aires.

### Activité journalistique

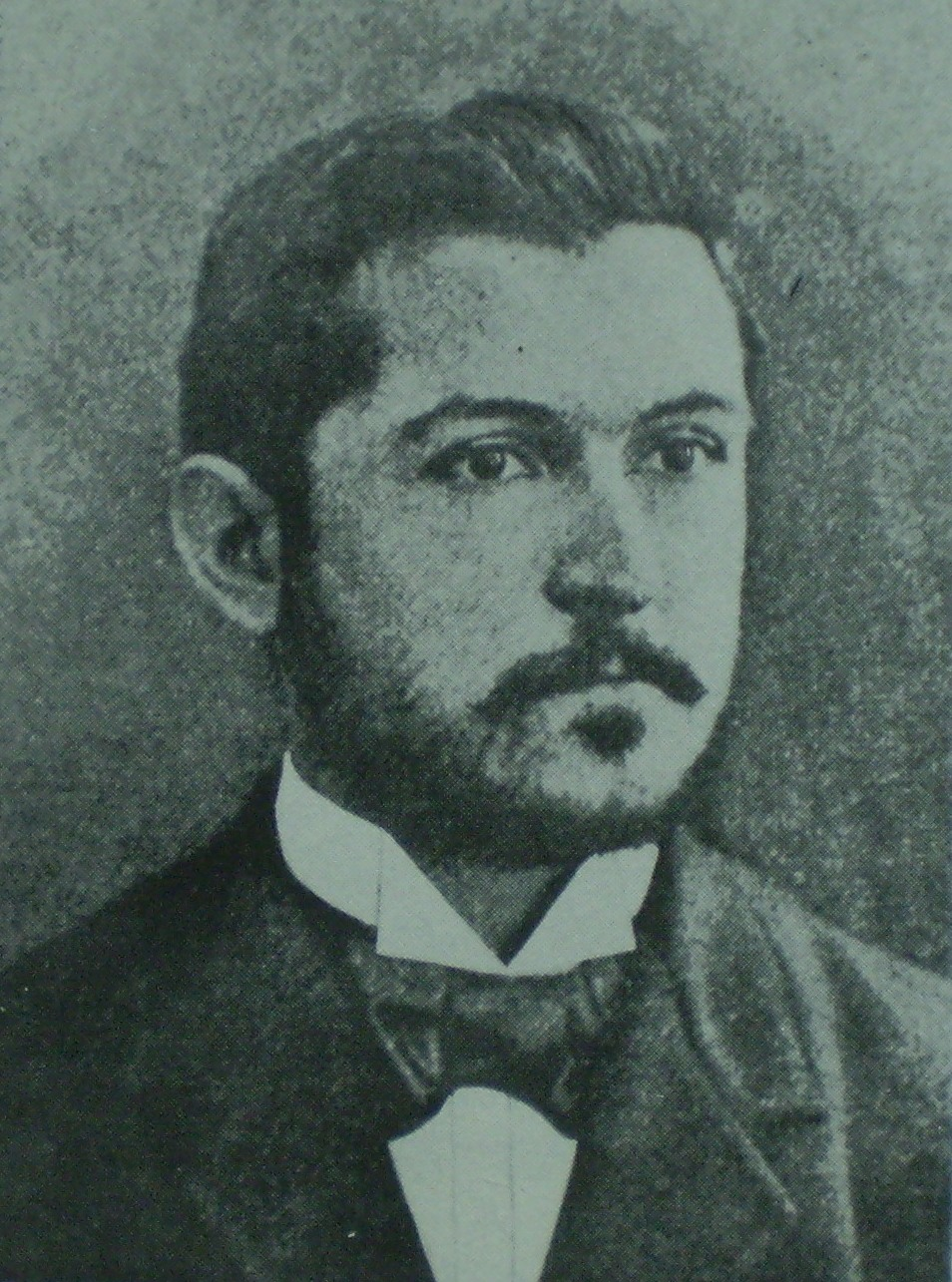
Justo dans ses jeunes années.

Encore étudiant, Justo composa ses premiers articles de presse pour le compte de La Prensa, journal où il tint la chronique parlementaire. Au début des années 1890, il commença à écrire dans le journal socialiste El Obrero, avant de fonder en 1894, aux côtés d’Augusto Kühn et d’Esteban Jiménez, le journal La Vanguardia, se résignant, pour le financer, à vendre l’automobile qui lui servait pour ses visites médicales et à mettre en gage la médaille qui lui avait été décernée par la faculté de médecine. Deux ans plus tard, après la fondation du Parti socialiste, le journal en devint l’organe officiel. En septembre 1905, La Vanguardia se transforma en quotidien et allait bientôt faire figure d’important organe culturel, bien au-delà donc de l’objectif initial, qui était de propager les idées socialistes. Justo, qui dirigera le journal jusqu’à sa mort, écrivit dans son premier éditorial :

« Il est nécessaire de construire une alternative politique au pillage et à la ploutocratie. Les Pereyra, les Unzué, les Udaondo, tellement riches qu’ils n’ont aucun motif de voler, sont aujourd’hui ceux que les autres riches, dont l’unique aspiration politique est de voir leurs vaches et brebis se multiplier sans encombre, préfèrent pour occuper les hauts postes publics. »

### Engagement et pensée politiques
Juan B. Justo rejoignit d’abord l’Unión Cívica de la Juventud (littér. Union civique de la jeunesse), puis, en 1889, l’Union civique, préfiguration de l’UCR. Dans une lettre adressée à un ami, il indiqua : 

« Il y a eu une époque dans ma vie où je passais la journée à l’hôpital avec les  malades, les blessés, les invalides, les diverses victimes de la misère, de l’exploitation. Cela valait-il la peine de tant s’efforcer à conserver ces vies, fatalement condamnées à une vile souffrance ? Progressivement, j’ai compris que ma tâche était pour une grande part stérile et indigne, qu’elle avait un côté fanatique et unilatéral. N’était-il pas plus humain de s’employer à éviter autant que possible de telles souffrances et de telles dégradations ? Et bientôt, j’ai trouvé dans le mouvement ouvrier la sphère propice à mes nouvelles et ferventes aspirations. »

Pendant la révolution du Parc, en 1890, Justo fut opposé à l’usage de la force et, partisan de la résistance civile non violente, prônait comme méthode de lutte la grève des contribuables et des travailleurs. S’il voulut bien intervenir dans la révolution du Parc, ce fut seulement en qualité de médecin, se limitant à prodiguer ses soins aux blessés du camp révolutionnaire. Peu après, Justo alla s’investir dans les cercles ouvriers et dans les milieux socialistes, puis fonda en 1896, conjointement avec Estéban Jiménez, Augusto Kühn et Isidoro Salomó, le Parti socialiste d’Argentine (PS), qu’il présidera jusqu’à la fin de ses jours. Dans sa charte fondatrice, le parti proclamait : 

« Le Parti socialiste est avant tout le parti des travailleurs, des prolétaires, de ceux qui n’ont que leur force de travail ; les portes du parti sont toutefois ouvertes aux individus d’autres classes qui voudraient y entrer, moyennant qu’ils subordonnent leurs intérêts à ceux de la classe prolétaire. Ce qui est important, c’est d’assurer notre indépendance de tout intérêt capitaliste ou petit-bourgeois. »

Justo ne s’est jamais défini comme marxiste. Lors d’une conférence, il déclara : 

« Nous avons besoin de savoir, et il faut que nous sachions, plus qu’en savait Marx en matière historique et sociale. Marx n’a jamais été marxiste. Il était suffisamment génial que pour s’aviser qu’il était le fondateur d’une nouvelle doctrine qui allait s’appeler marxisme, de même qu’on appelle christianisme le système d’institutions ecclésiastiques qui proviennent ou disent provenir du Christ. »

Justo adhérait au courant socialiste théorisé par Eduard Bernstein et désigné par l’épithète révisionniste, attendu que les révisionnistes se proposaient de réviser les idées de Marx et Engels à la lumière des événements survenus postérieurement à la publication des ouvrages classiques de ces deux artisans du socialisme scientifique. Ces positions de Justo s’apparentent aussi à celles de Jean Jaurès, avec lequel Justo entra en contact à Copenhague en 1910 à l’occasion d’un congrès socialiste et qu’il convia alors à faire le voyage de Buenos Aires ; Jaurès en effet était opposé à l’action violente, et préconisait une organisation méthodique et légale des propres forces, dans le respect de la loi de la démocratie parlementaire et du suffrage universel.
La pensée politique de Justo, qui disait de lui-même qu’il s’était fait socialiste « sans lire Marx », doit être analysée dans toute sa complexité comme un produit singulier d’un entrecroisement de perspectives, où celle de Marx n’en était qu’une parmi plusieurs, et comme une pensée qui s’est élaborée dans le contexte où la social-démocratie internationale était elle-même un terrain hérissé de polémiques.
Dans l’interprétation qui a été faite de la pensée de Marx, il est possible de percevoir deux perspectives, distinctes mais entrelacées, de la vision marxienne du phénomène capitaliste. La première, dite scientifique, dérivée de la critique marxienne des socialistes utopiques, met l’accent sur la composante progressiste du capitalisme, en tant que le projet socialiste de Marx se basait sur les avancées techniques et productives mises en œuvre par ce régime social et non sur une pure utopie ou sur une revendication morale ; la seconde, qualifiée de révolutionnaire, qui avait son origine dans sa polémique avec les économistes classiques, met l’accent sur la critique de l’économie politique, soulignant les profondes contradictions que ce même régime porte en lui,. Par le biais d’une opération discursive qui garde quelque similitude avec celle accomplie par les tenants du dénommé « marxisme légal » russe (théorisé notamment par Struve et Tugan Baranovski), le rejet de la dialectique marxienne conduisit Justo à privilégier l’une des deux perspectives, celle postulant l’avancée historique apportée par le capitalisme moderne, au détriment de l’autre perspective, celle qui en discernait toutes les contradictions et qui s’appliquait à réfuter l’économie politique des défenseurs du régime capitaliste. Ce n’est sans doute pas un hasard si dans le premier numéro de La Vanguardia l’on se réclamait, outre de Marx, également d’Adam Smith et de David Ricardo.
Justo nota :

« Marx et Engels ont soutenu que la conséquence nécessaire du capitalisme était la « misère croissante, l’oppression, la servitude, la dégradation de la classe laborieuse », à laquelle pourtant ils attribuaient une mission historique tellement grande. Cette contradiction les obligea à avoir recours aux artifices de la métaphysique par expliquer la révolution sociale qu’ils prévoyaient, et à dire, par exemple, que la société se transformera en vertu de sa « propre dialectique interne inéluctable » ou en vertu de la « négation de la négation ». Pour les travailleurs et pour la science, ces formules ne veulent rien dire. Pour ma part, je ne les ai jamais comprises et j’ai cherché par d’autres voies l’explication qu’elles ne me donnaient pas [...]. La bourgeoisie ne l’a pas emporté parce qu’elle était la classe opprimée, mais au contraire parce qu’elle était la classe la plus forte, la plus intelligente, à la capacité économique la plus grande, des nations anglaise et française. C’est ainsi également que sera la situation de la classe ouvrière, mais non pas parce que le capitalisme l’écrase fatalement de plus en plus, mais parce qu’il la pousse à l’action et lui donne toute latitude de se développer. »

Cette vision de la transformation sociale comme processus évolutif et progressif n’impliquait rien de moins que de substituer à la pensée négative-dialectique de Marx un modèle causal-positiviste, où tout élément ne peut engendrer que davantage du même et jamais son contraire, ce qui rend donc très improbable qu’une révolution puisse naître de la paupérisation de la classe ouvrière,. En particulier, Justo faisait litière de l’idée marxiste selon laquelle les forces dynamiques du capitalisme elles-mêmes, si elles impulsent certes le « progrès », renfermeraient en elles les germes de leur propre destruction. Dès lors qu’était ainsi répudiée l’idée que les mêmes lois qui permettent le développement du capitalisme entraînent aussi son propre effondrement (comme ce sera notamment le cas par la Première Guerre mondiale), l’interprétation de Justo ne pouvait plus percevoir dans la dynamique elle-même du capitalisme les tendances contradictoires qui portent à la guerre ce même régime social qui avait pourtant assuré la « paix » dans les décennies précédentes.
La vision justienne de la Première Guerre mondiale glissa d’une première approximation, où Justo s’évertuait à chercher les causes de la guerre dans la prévalence de « formes archaïques de gouvernement, de vanités et d’intérêts dynastiques et de caste », vers une interprétation qu’il réussit à mettre pleinement en adéquation avec ses vues antérieures, en ceci qu’il allait après quelques mois imputer l’éclatement du conflit à la persistance du protectionnisme et à l’insuffisante mise en œuvre du libre-échange ; en aucune manière, Justo ne pouvait s’aviser que ce n’était pas l’absence, mais l’excès de développement capitalistique qui pût enfanter une situation de barbarie et de mort à l’échelle mondiale.
Parmi les autres actions publiques de Justo méritent mention encore la création en 1905 de la Cooperativa de consumo, crédito y vivienda El Hogar Obrero (littér. Coopérative de consommation, de crédit et de logement le Foyer ouvrier), de la Biblioteca Obrera, et de la Sociedad Luz Universidad Popular, destinée à pourvoir au besoin de culture des masses populaires et à diffuser les idées socialistes. En sa qualité de président du parti, il intervint aux congrès socialistes de Copenhague et de Berne. Il fut le premier à donner une traduction espagnole du Capital de Marx, laquelle traduction sera publiée plusieurs années plus tard à Madrid. En septembre 1910, El Hogar Obrero devint la première coopérative non européenne admise à faire partie de l’Alliance coopérative internationale.
En 1899, Justo épousa Mariana Chertkoff, jeune immigrante russe d’origine juive. Le couple s’établit à Junín, dans la province de Buenos Aires, où il résidera jusqu’en 1904, année fort importante pour le Parti socialiste, puisqu’elle vit l’élection, pour le compte du quartier portègne de La Boca, du premier député socialiste sur le continent américain, nommément le Dr Alfredo Palacios. Cet événement, s’ajoutant à la nomination de Justo comme professeur titulaire à la faculté de médecine de Buenos Aires, incita la famille Justo à fixer domicile dans la capitale.

### Semaine rouge et Révolte des chacareros
L’année 1909 fut fortement marquée par les luttes ouvrières, les grèves anarchistes, les manifestations socialistes et par la répression qui s’ensuivit de la part de l’État conservateur, se traduisant en particulier par le massacre d’ouvriers sur la place Lorea de Buenos Aires le 1er mai. Cet événement, qui reçut nom de Semaine rouge et qui fut condamné par les socialistes et les anarchistes — Justo notamment déclarant : « Ceci est un pays civilisé avec un gouvernement barbare » —, fut suivi d’une grève générale, pour exiger le limogeage du commissaire en chef de la police de la Capitale, le colonel Ramón Lorenzo Falcón. Justo publia vers cette époque son ouvrage sans doute le plus notable : Teoría y Práctica de la Historia. Jean Jaurès, alors en visite à Buenos Aires, prit conniassance du texte et l’emporta à Paris pour le faire publier en Europe.
En 1912, Justo fut profondément affligé par la disparition de sa femme Mariana, morte en couches comme elle mettait au monde le septième enfant du couple, et résolut d’emménager dans une villa du quartier de Belgrano, à Buenos Aires, où sa mère, doña Aurora, devait prendre en charge l’éducation des enfants. Cette même année 1912, par l’effet de la transparence électorale imposée par la loi Sáenz Peña (instaurant le suffrage universel masculin), il fut élu député national, et se distingua au parlement comme orateur et par le grand nombre de projets proposés au débat, presque tous liés aux droits des travailleurs.
Dans la pampa gringa (c’est-à-dire la pampa peuplée en majorité d’immigrants) de la province de Santa Fe se produisit entre-temps une révolte des chacareros, des petits agriculteurs et métayers (de chacra, vocable rioplatense signifiant petit domaine agricole). Ceux-ci protestaient contre les montants élevés des fermages et contre les intérêts excessifs que les banques leur imposaient lorsqu’ils sollicitaient un crédit pour démarrer leur production. Le mouvement de protestation passa à l’histoire également sous le nom de Grito de Alcorta, en référence à la localité qui était l’épicentre des événements et qui accueillit le premier siège de la Fédération agraire argentine (en esp. Federación Agraria Argentina), fraîchement créée la même année 1912. L’avocat des métayers et figure de proue du mouvement, Francisco Netri, rechercha l’appui de Justo et entretint avec lui une correspondance, dans laquelle le dirigeant socialiste prodiguait ses conseils au défenseur des grévistes. Netri pria Justo d’élaborer un statut pour l’organisation professionnelle qu’il était en train de mettre sur pied, quoique sans réussir à le convaincre. Justo fit le déplacement vers la zone de Santa Teresa, dans la province de Santa Fe, où il put à loisir observer le déroulement du conflit. Justo tendait à cataloguer tous les métayers comme prolétaires, préférant ignorer, d’une part, la grande hétérogénéité du groupe des métayers, et d’autre part le comportement entrepreneurial qui caractérisait bon nombre d’entre eux, lequel comportement consistait en la recherche de profits moyennant la prise de risque ; ce faisant, Justo niait la nature d’entrepreneur capitaliste de certains métayers, maquillait leur profil, se voilait la face devant la circonstance que dans le cadre de leurs entreprises les métayers embauchaient des ouvriers et agissaient donc comme patrons, minimisait les nombreuses complexités ainsi que les divers acteurs de la production agricole familiale, construisait d’eux une image faussement homogène, une collectivité paysanne idéalisée, puis éleva cette image en outil de lutte politique, tout en cristallisant le présent contentieux dans la figure du bail de fermage, combattu pour la circonstance.
Lors d’une des manifestations les plus massives du Grito de Alcorta, Juan B. Justo prit la parole devant la foule, déclarant entre autres :

« Seul le Parti socialiste a eu jusqu’ici quelque chose à dire à propos de la politique agraire. Sur ce point, le Parti radical se tait complètement, se bornant à ses promesses d’honnêteté et de morale. Un parti peut être bon autant que stérile par le vague de ses intentions. »

### Mandats parlementaires et Semaine tragique
Au fil du temps, par la persévérance et la direction cohérente de Justo, le PS réussit à attirer dans ses rangs une série de personnalités de premier plan, telles que Nicolás Repetto, Augusto Bunge, José Ingenieros, Leopoldo Lugones, les frères Enrique et Adolfo Dickmann, Alfredo Palacios et Mario Bravo. Le parti remportera à partir de 1912 plusieurs victoires électorales successives, dépassant à différentes occasions le radicalisme. En 1913, le PS décrocha son premier siège au Sénat, grâce à Enrique del Valle Iberlucea.
En 1912, Justo fut élu député national et remplit son mandat jusqu’en 1924, année où il fut élu sénateur, toujours pour la circonscription Capitale fédérale. En tant que député, il présida la commission d’enquête sur les trusts, et en 1918, appuyant la démarche des étudiants de Córdoba qui réclamaient des changements en profondeur dans les universités argentines, participa aux débats du parlement, lesquels allaient déboucher sur la Réforme universitaire. Il présenta nombre de projets de loi en matière sociale, contre les jeux de hasard et l’alcoolisme, et pour l’élimination de l’analphabétisme. Un des premiers projets qu’il présenta en tant que sénateur était celui portant sur la séparation de l’Église et de l’État, qui déclencha une vive polémique avec les strapontins radicaux et conservateurs, opposés à ce que le sujet fût seulement mis aux débats.
Les graves événements de 1919, connus sous le nom de Semaine tragique, porteront Justo à prononcer une condamnation solennelle et à requérir une enquête pour établir les responsables de la répression policière et parapolicière. Cette même année, il voyagea en Europe en vue de participer aux réunions de la Deuxième Internationale à Berne et à Amsterdam, en représentation du socialisme sud-américain dans son ensemble. À son retour, il présenta trois conférences sur la Révolution russe, qu’il publia ensuite en volume sous le titre El momento actual del Socialismo, où il condamna les méthodes des bolcheviques et conclut que le modèle soviétique n’était pas viable en Argentine.

### Première Guerre mondiale et antimilitarisme

#### Avant la guerre

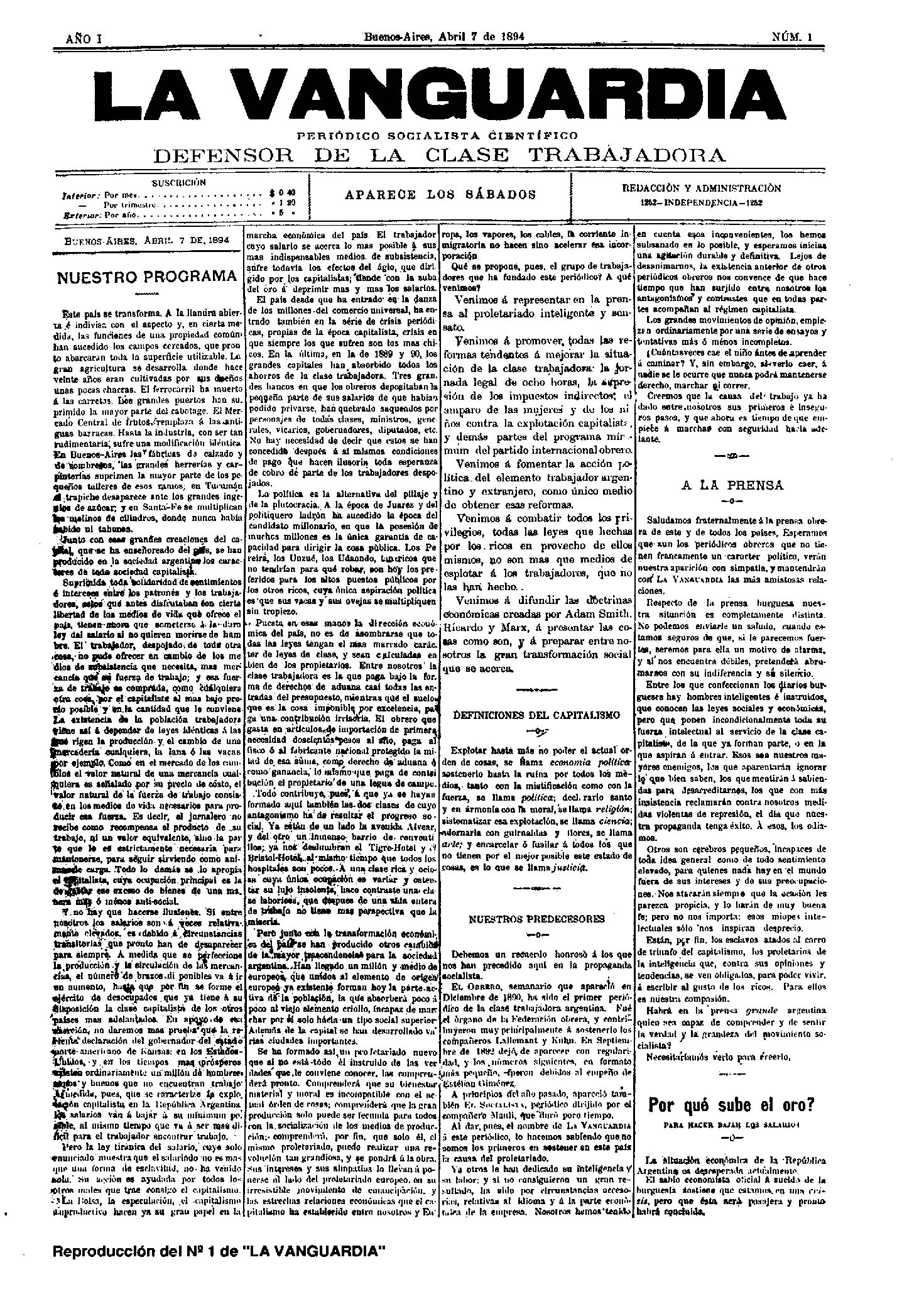
Une du premier numéro (7 avril 1894) du journal La Vanguardia, cofondé par Justo.

L’interprétation que fit Justo de la Première Guerre mondiale ne se borna pas à reprendre telles quelles les analyses des socialistes européens, même si certes il reprendra d’eux un certain nombre d’éléments ; la démarche intellectuelle de Justo et du PS les conduisit à adopter un point de vue original, qu’il convient d’examiner dans le contexte du corpus théorique particulier et éclectique de Justo. Ce positionnement justien connut du reste une série de nuances successives et de glissements, depuis les positions développées dans Teoría y práctica de la historia, paru à fin de la décennie 1900, jusqu’aux prises de position de 1914-1915, qui préparaient déjà politiquement et intellectuellement le terrain pour la rupture des relations diplomatiques avec l’Allemagne, rupture en faveur de laquelle les parlementaires socialistes allaient voter quelques années plus tard.
La résolution sur la guerre qui fut finalement adoptée à l’issue des débats au congrès de Copenhague insistait lourdement sur la nécessité pour les parlementaires socialistes de voter toujours contre les dépenses militaires dans leur pays respectif, de réclamer l’arbitrage dans les contentieux, et de mettre fin à la diplomatie secrète. Le PS, membre reconnu et ayant voix au chapitre dans les organismes internationaux de la social-démocratie, s’appliqua ensuite à déployer ses activités au-dedans des lignes fixées par la Deuxième Internationale ; ainsi, lors d’un congrès réuni au lendemain de Copenhague, les socialistes argentins approuvèrent-ils la motion Vaillant-Keir Hardie présentée à Copenhague (et qui proposait la grève générale des travailleurs dans l’industrie de guerre comme moyen efficace de contrecarrer un éventuel conflit armé), et eurent à cœur, dans les années précédant la guerre, à dénoncer les dépenses d’armement effectuées en Argentine. Cette activité antimilitariste se développa dans une large mesure sur la scène parlementaire, comme en Europe.
Cependant, un article de La Vanguardia mit au jour la profonde tension, quoiqu'encore voilée, existant au sein du parti entre l’équipe de rédaction du journal et une jeunesse appelée à devenir par la suite l’axe de regroupement de l’opposition internationaliste. En effet, après avoir posé que « l’agitation des jeunes socialistes devait être regardée avec intérêt » compte tenu que « la guerre est un crime et le militarisme un véritable fléau », le journal se hâta bientôt, par un article, de bien marquer certaines limites à ne pas dépasser. Cet article portait incontestablement l’empreinte de l’analyse naguère développée par Justo dans Teoría y práctica de la historia, dans un chapitre spécialement voué au problème de la guerre ; les idées que Justo y exposait, et qui furent du reste reproduites dans La Vanguardia (dans son édition du 7 décembre 1912), sont d’une importance fondamentale. Justo opine que les guerres jouent, dans les étapes primitives de l’histoire de l’humanité, un rôle nécessaire, voire historiquement progressiste, en tant qu’elles constituaient un « rigoureux processus de sélection naturelle ». Même dans les stades plus développés, « à mesure que la technique progresse et que la division du travail et l’échange de produits s’étend entre les hommes », les guerres gardent une portée progressiste, y compris lorsqu’elles ont changé de nature et qu’elles ont cessé d’impliquer seulement l’extermination, mais aussi entraîné « l’absorption ou l’assimilation de groupes humains par d’autres, dans un rapport de dépendance permanente et de division du travail ». Aussi Justo reconnaissait-il le rôle bénéfique joué par telles guerres qui ont contribué « à étendre la division du travail et le commerce entre les peuples » ; tant les conquêtes romaines dans le bassin méditerranéen que celles des Incas sur les autres peuples des Andes apparaissent dans l’interprétation qu’en faisait Justo comme des guerres ayant comporté « un grand facteur de progrès historique et de pacification », en ce qu’elles ouvraient « la voie vers d’autres relations, plus élevées, entre les peuples »,.
Selon Justo, le développement des échanges commerciaux entre les nations, considéré par lui comme un facteur fondamental de progrès, rendait de plus en plus difficile l’éventualité d’une guerre, car un conflit guerrier entrerait en contradiction avec les intérêts de la bourgeoisie elle-même. Plus encore, Justo considérait tout mouvement armé et la violence en général comme allant à contre-courant du développement de la société, comme étant « de moins en moins nécessaires à l’évolution politique », et comme vestiges d’un passé sur le point de disparaître.
Si donc Justo soutenait qu’à son époque les guerres avaient presque entièrement perdu leur raison d’être  historique et étaient dès lors condamnées à disparaître, il n’en revendiquait pas moins comme légitime un type de guerre qui dans son opinion pouvait encore remplir une fonction positive dans le cadre du progrès historique, et envisageait un scénario où les travailleurs et les socialistes seraient fondés à qualifier de progressiste un conflit armé au regard des intérêts de la société ; postulant qu’il n’y a qu’« un seul objectif légitime que [les travailleurs] puissent reconnaître à la guerre, celui d’ouvrir de nouvelles zones du milieu physico-biologique pour la vie intelligente », Justo vint, sur la base de ce critère, à inclure dans la catégorie des guerres favorisant le progrès historique les incursions coloniales des pays européens, que les travailleurs étaient par conséquent exhortés à appuyer. Justo, pour asseoir sa position, prenait à témoin l’occupation militaire du territoire indigène en Argentine :

« Par un effort militaire qui ne compromet pas la vie ni le développement de la masse du peuple supérieur, ces guerres ouvrent à la civilisation d’immenses territoires. Peut-on reprocher aux Européens leur pénétration en Afrique parce qu’elle s’accompagne de cruautés ? Les Africains n’ont pas vécu ni ne vivent entre eux dans une paix idyllique [...]. En revanche, c’eût été un crime qu’une guerre entre le Chili et l’Argentine pour la tutelle politique sur quelques vallées des hautes Andes, dont la population et la culture seraient restées pareilles sous l’un ou l’autre gouvernement. Mais allons-nous nous blâmer d’avoir ôté aux caciques indiens la domination de la Pampa ? »

Par ce type d’affirmations, Justo se situait dans la ligne argumentaire d’Eduard Bernstein, qui dans le cadre de la controverse révisionniste avait défendu un point de vue favorable à la colonisation européenne. Pour que les guerres disparaissent tout à fait, il était indispensable en tout état de cause que « les peuples marchent de concert sur le chemin de l’histoire » ; du point de vue de Justo, les guerres résultaient précisément des inégalités de progrès et de degré d’évolution des sociétés.

#### Pendant la guerre
Tandis qu’aussi bien le président conservateur Victorino de la Plaza que le radical Hipólito Yrigoyen, qui le remplaça en 1916, maintenaient une politique de neutralité, le pays était traversé de mobilisations et d’agitations qui allaient s’approfondissant au fur et à mesure que le conflit se prolongeait et façonnaient un cadre complexe propice à l’émergence de positions divergentes, y compris au sein du PS, où la question de la guerre se mit à occuper une place centrale dans les prises de position et les réflexions politiques. 
Le 2 août 1914, comme la guerre venait tout juste d’éclater, La Vanguardia publia un long éditorial de Justo, dans lequel se trouve exposée une première interprétation de la guerre mondiale. Justo commença par caractériser la guerre comme une grande tragédie interrompant « pour des mois et des années » le travail de millions d’hommes, « les relations économiques entre grandes collectivités humaines voisines », et les productions artistiques et culturelles. Il devait y avoir une explication à pareil coup porté au progrès, et, selon Justo, les causes n’étaient pas à chercher dans l’exiguïté territoriale, « chacun de ces pays pouvant loger une population beaucoup plus grande », ni dans aucun type d’« incompatibilité biologique » entre les différents peuples impliqués, ni dans la nécessité d’« ouvrir de nouvelles routes pour le commerce » ; cette nouvelle guerre ne présentait aucune des caractéristiques évoquées par l’auteur dans son ouvrage de 1909 et susceptibles de « justifier » une guerre qui eût été « historiquement progressiste ». Au contraire, « la guerre qui commence n’a pas d’explication possible qui puisse la faire passer pour une fatalité nécessaire, ni pour un conflit créateur de progrès ». Pour Justo en effet, la guerre était normalement le fruit du manque de développement, de la persistance d’éléments archaïques, de l’évolution inégale des différentes parties composant l’organisme social. À cet égard donc, la présente guerre était un « choc non nécessaire et évitable de peuples qui n’ont rien à gagner à s’étriper et à se barbariser réciproquement », choc provoqué par

« [...] des formes archaïques de gouvernement, des vanités et intérêts dynastiques et de caste, [qui], s’appuyant sur ce qu’il reste encore d’aveugle et d’instinctif dans les mouvements des grandes sociétés humaines, font que le peuple allemand éclairé et le peuple russe révolutionnaire et — tout porte à le craindre — le peuple français intelligent apparaissent comme une pâte à modeler soumise et docile aux manipulations de ministres des Affaires étrangères et de princes, comme absolument assujettis à la monstrueuse passion de puissance de leurs mauvais pasteurs. »

Le 31 août 1914 cependant, un autre éditorial qui, quoique non signé, doit être imputé à Justo, insistait à nouveau sur la pertinence de distinguer entre les guerres anciennes, qui répondaient à une nécessité historique, et l’actuelle, qui apparaissait incompréhensible dans le contexte du progrès que l’humanité semblait avoir réalisé :

« Entre les sociétés barbares et primitives, la guerre était une nécessité, elle était l’instinct primordial qui animait l’histoire, c’était la vie elle-même qui l’imposait, elle était une lutte cruelle pour la propre existence, un facteur inconscient de sélection biologique, elle était la nature œuvrant en son propre sein. La même chose vaudrait-elle pour les peuples où l’économie et la technique, où l’art et la science élèvent l’homme à un niveau de vie plus haut et noble ? Non, ce n’est pas la même chose. Dans le large champ social où les hommes et les choses se rapprochent davantage chaque jour, où nous nous comprenons et compénétrons sur le plan des idées et sentiments, la guerre est une monstruosité. »

Aussi, dans la vision de Justo, où « le développement historique des peuples [est] un processus conscient, régulier et méthodique », la guerre faisait-elle figure d’aberration, comme une inexplicable régression à un passé pourtant déjà surmonté, et ne pouvait-elle être interprétée que comme le produit de reliquats d’étapes historiques révolues. La conflagration militaire qui désolait l’Europe et compromettait tout le progrès social était vue par Justo comme la conséquence des « intérêts de caste, de classe ou de dynastie », et son premier décodage de l’événement fut de le lire comme une régression barbarisante attribuable à la survivance de régimes dynastiques archaïques, à un développement encore faible du socialisme et à la prédominance du discours raciste ». 
Les choses ainsi posées, et la guerre imputée aux haines dynastiques et aux régimes politiques à déficit démocratique, Justo passa ensuite à désigner la figure de l’impérialisme et du militarisme allemands comme la principale responsable de la guerre. Il ne s’agit pas là d’une opération discursive instantanée, mais d’un processus qui se déroula sous la forme d’une succession d’articles s’étalant entre les derniers mois de 1914 et les premiers de 1915. Justo usait d’arguments fort semblables à ceux développés par Karl Kautsky et certain secteur de la social-démocratie allemande, qui adopta une position critique face à la guerre et rendait responsable de celle-ci l’empereur d’Allemagne.  
En octobre 1914, Justo ne pouvait plus mettre sur le même pied les activités guerrières des puissances centrales et celles des Alliés, dont il considérait l’entrée en guerre comme de nature défensive :

« Si le monde s’est retourné contre l’Allemagne, ou mieux, contre l’impérialisme allemand, c’est parce que celui-ci voulait le monde pour lui tout seul. Et la réaction défensive ne s’est produite que vis-à-vis du danger réel, quand les canons allemands de 42 centimètres prouvèrent qu’un pays civilisé peut être aussi celui qui cultive le mieux les arts de la barbarie, de la destruction et de la mort [...]. Bien que nous ne croyions pas opportun d’analyser les vertus et les défauts de la démocratie française comparée à celle allemande, nous pourrions faire observer qu’un régime où un employé du Kaiser (le ministre des Affaires étrangères de l’Empire allemand n’est pas autre chose) peut se moquer du parlement est seul à nous permettre d’expliquer l’aberration de la guerre actuelle, déclenchée au nom d’un peuple qui n’en avait point besoin pour avoir de la grandeur. »

Moins de dix jours après, un nouvel éditorial s’employait à approfondir cette même ligne consistant à désigner l’Allemagne comme principale coupable de la guerre. Dans le même temps, un point de vue était mis en avant qui, quand même cela n’était pas dit expressément, tendait à que les socialistes argentins dussent souhaiter la victoire des alliés.
Une semaine plus tard, un article non signé de La Vanguardia développait une position explicitement internationaliste, avec une argumentation qui contredisait pour une bonne part l’habituelle interprétation justienne :

« Nous détestons l’impérialisme allemand comme nous détestons tous les autres impérialismes. C’est pourquoi nous espérons sa défaite. Mais notre antipathie ne va pas au-delà. Pour nous, le peuple allemand est aussi digne que le peuple français, ou que n’importe quel autre peuple, des sympathies des socialistes et de tout homme qui pense [...]. Faire retomber sur le Kaiser toute la responsabilité de la guerre est aussi ridicule que de l’attribuer au pape [...]. Il y a lieu de reconnaître que la républicaine France et la libérale Angleterre ont contribué avec leur granit à ce résultat [...]. Ce n’est pas seulement en Allemagne qu’il y a des castes et des classes qui oppriment et exploitent le peuple [...]. En Allemagne, de même qu’en France, en Angleterre et dans les autres nations dites civilisées, il y a une classe composée des pires éléments sociaux, qui vit du vol et de la tromperie sur ses peuples respectifs [...]. Les fauteurs de la guerre, si l’on veut les individualiser, sont à chercher dans cette classe-là, entre les monstres à face humaine, au regard métallique et aux entrailles de hyène. »

Au fil des articles de La Vanguardia, la stupéfaction qui prévalait au début de la guerre dans les rangs socialistes se mua en une critique du pacifisme utopique et en une sympathie croissante pour les Alliés. D’après Julio Godio, de 1914 à 1916, le PS garda une position pacifiste et neutraliste en faveur de l’arbitrage, encore que dès 1915 Juan B. Justo commençait à glisser vers une position favorable à l’Entente. Pour justifier sa position pro-Alliés, Justo et la direction du PS invoqueront le libre-échange, et dans les articles de décembre 1914, on trouve déjà nombre des arguments qu’ils manieront en 1917, lorsqu’il s’agira de défendre la rupture des relations diplomatiques avec l’Allemagne.  

« La guerre européenne n’est pas pour nous un problème simplement sentimental. Elle nous affecte profondément dans nos relations commerciales, restreint le marché pour la vente des produits argentins, de même qu’elle limite les délais dans lesquels ces produits permettent de nous pourvoir en articles que nous avons besoin d’importer. Et, non moins grave, elle rend difficile le transport des céréales, de la viande et de la laine de ce pays-ci vers tous les pays, neutres ou en guerre, qui en ont besoin [...]. Les vaisseaux de guerre allemands sont, en pratique, des navires pirates, postés dans le voisinage de nos voies maritimes, pour dérober ou détruire les cargaisons qui viennent vers le pays ou qui en partent. »

Si donc la guerre a résulté, non pas du développement du capitalisme moderne, mais de survivances archaïques, il s’ensuivait pour Justo qu’il convenait de privilégier une ligne d’action qui visait à impulser un développement graduel de la modernité occidentale :

« Une fois rétablie la paix, il y aura lieu d’imposer le retour à ces deux vieilles vérités bourgeoises, un peu oubliées, et non appréciées dans toute leur valeur : le libre-échange et la forme républicaine de gouvernement, à savoir la république parlementaire — de laquelle la monarchie anglaise ne se différencie en rien —, où les grandes décisions dont dépendent la paix et la prospérité des peuples ne sont entre les mains d’aucun homme [...]. Lorsque l’intérêt des peuples ne pourra pas être supplanté par le caprice ou l’orgueil d’hommes revêtus d’un pouvoir « divin », et lorsque la liberté et l’égalité seront l’unique protection du commerce et du travail de tous les pays, on aura alors supprimé les principales causes des guerres, et la paix restera solidement assurée. »

À la mi-mai 1915, après que l’Italie fut entrée dans la guerre, Justo déclara que, même si cela entraînerait une extension des hostilités et un élargissement du conflit, « nous ne pouvons néanmoins pas maudire le moment ». Dans sa perspective, l’intervention italienne pouvait contribuer à abréger la durée de la guerre, ou conduire à une « solution plus générale et permanente ». Justo, sans renoncer formellement à son neutralisme, approuva l’entrée en guerre aux côtés des alliés comme un pas positif.

« La guerre est un événement étranger à notre volonté et qui nous est infligé. Il n’est ni normal ni sensé de sentir et de penser en temps de guerre de la même façon qu’en temps de paix [...]. L’antimilitarisme de Hervé était regardé comme une extravagance dans les congrès socialistes internationaux avant la guerre. Que dire de cet antimilitarisme, à présent que Hervé est dans les tranchées en tant que volontaire ? ».

Justo critiquait les socialistes français pour avoir « préconisé la démocratie pour éviter les guerres d’origine dynastique », car il considérait qu’ils réduisaient le problème à un aspect purement politique et négligeaient les causes de fond ayant mené au conflit et qu’il convenait de prendre en considération si l’on voulait aboutir à une paix durable, c’est assavoir : les relations commerciales entre les États. Un an après le déclenchement de la guerre, Justo développa une explication de ses causes qui rejoignait pleinement les vues qui étaient les siennes antérieurement à la conflagration : c’est le protectionnisme qui avait conduit au conflit, c’est par conséquent à partir du libre-échange qu’il fallait penser la future reconstruction de la paix.

« Lors même que, à la suite de la guerre, toutes les nations européennes se fussent constituées en républiques, la forme politique seule ne suffirait pas à consolider la paix entre elles [...]. La terrible guerre actuelle provient de ce que les nations populeuses, enfermées dans des territoires réduits contigus, armées de l’arsenal industriel moderne et d’une organisation économique tellement complexe que chacune d’elles croit indispensable de parcourir le monde entier en quête de marchés pour vendre et acheter, ont préféré s’isoler l’une de l’autre et réduire au minimum leurs relations commerciales, au moyen de lois barbares et absurdes [...]. Il n’y a aura pas de paix en Europe tant qu’en elle les relations commerciales ne se seront pas étendues et librement consolidées, jusqu’au point de faire de tout ce continent un seul marché. »

Ainsi, au fil des mois, Justo réussit-il à mener à bien une opération intellectuelle visant à intégrer l’épisode guerrier de la Première Guerre mondiale dans les schèmes de son antérieure conception du monde, conception encore basée sur les présupposés libéraux et évolutionnistes appartenant à une étape historique désormais en cours de liquidation. Quand en 1917 la question de la neutralité de l’Argentine s’invita au centre du débat politique, après que la marine allemande eut envoyé par le fond une série de vaisseaux naviguant sous pavillon argentin, la demande d’une rupture des relations avec les puissances de l’Axe rencontrera une forte résonance dans les différents milieux politiques du pays.

### Dernières années

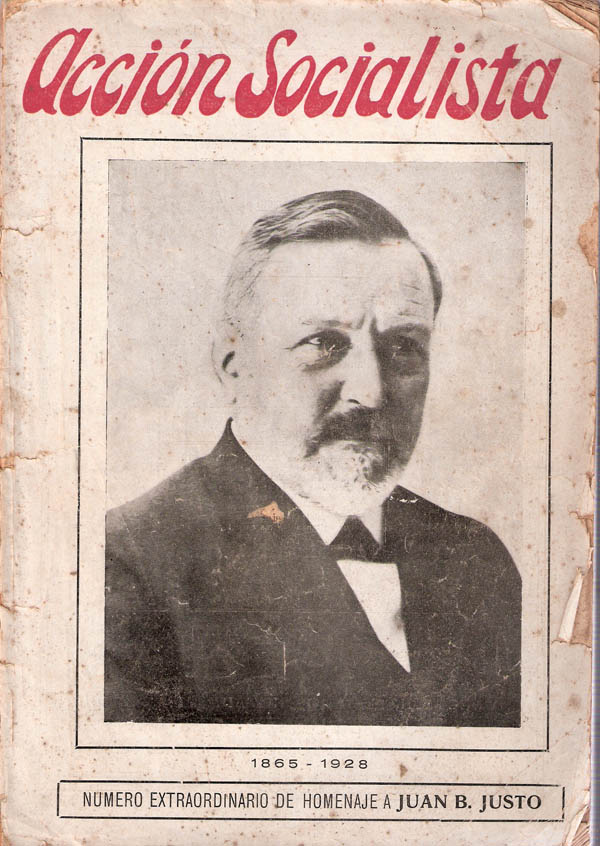
Numéro de 1928 de la revue Acción Socialista, à l’occasion du décès de Juan B. Justo.

En 1921, Justo convola en secondes noces avec Alicia Moreau de Justo, de vingt ans sa cadette, fille de réfugiés français ayant participé à la Commune de Paris, et future féministe et essayiste argentine de renom. En l’an 1926, le PS disposait d’une représentation parlementaire de 26 sièges, à la chambre et au sénat nationaux.
Le 23 janvier 1927, Justo assista à la réalisation d’un de ses grands rêves : il inaugura la Maison du peuple de Buenos Aires, avec sa vaste bibliothèque, sa salle de conférences et ses amphithéâtres destinés à accueillir les cours du soir pour ouvriers. Ce sera l’une de ses dernières apparitions publiques, car un peu moins d’un an plus tard, le 8 janvier 1928, alors qu’il passait ses vacances en compagnie de son épouse Alicia Moreau et de leurs enfants, dans leur maison de campagne de Los Cardales, à quelque 70 km au nord-ouest de Buenos Aires, Juan B. Justo succomba à une crise cardiaque.
Sa sœur Sara Justo (es) (1870-1941) était une éminente éducatrice, l’une des premières chirurgiennes-dentistes d’Argentine et figure dirigeante du mouvement féministe argentin dans les premières décennies du XXe siècle.

## Hommages
L’hommage le plus marqué rendu à Juan B. Justo par sa ville natale de Buenos Aires fut la décision de rebaptiser à son nom l’avenue qui court au-dessus de la rivière Maldonado, dont le cours est ici recouvert d’une voûte, à savoir l’actuelle Avenida Juan B. Justo.
Dans la province de Buenos Aires, une gare intermédiaire sise dans la localité de Florida, dans le partido de Vicente López, et appartenant au service électrique métropolitain des Chemins de fer General Bartolomé Mitre, porte son nom. En outre, la ville de Mar del Plata a rendu hommage à Juan B. Justo en baptisant à son nom l’une de ses principales avenues, connue pour ses commerces de textile.
Dans la ville de Córdoba, une des grandes avenues porte également son nom.
À signaler également l’Edificio Juan Bautista Justo, immeuble de logements sociaux à Buenos Aires, érigé en 1913 à l’initiative d’El Hogar Obrero, et rebaptisé en 1938 du nom de Justo.

### Publications de Justo
- Teoría y práctica de la historia (1909), son œuvre principale.
- Teoría científica de la historia (1898).
- El socialismo argentino (1910).
- La intransigencia política (1921).
- Socialismo e imperialismo.
- La internacional socialista.
- El programa socialista en el campo.

On lui doit également la première traduction de l’allemand vers l’espagnol du Capital de Karl Marx.
Publications posthumes
- La moneda (1937).
- La cooperación libre (1938).

### Ouvrages et articles sur Justo
- (es) Lucas Poy, « Juan B. Justo y el socialismo argentino ante la Primera Guerra Mundial (1909-1915) », Política y cultura, Mexico, no 42,‎ décembre 2014 (lire en ligne, consulté le 13 janvier 2019).
- (es) Emilio Corbière, « Juan B. Justo y la cuestión nacional », Revista Todo es Historia, Buenos Aires, no 69,‎ juin 1972.
- (es) Luis Pan, Juan B. Justo y su tiempo, Buenos Aires, Planeta, 1991.
- (es) Donald F.Weinstein, Juan B. Justo y su época, Buenos Aires, Ediciones Fundación Juan B. Justo, 1978.
- (es) Javier Franzé, El concepto de política en Juan B. Justo, Buenos Aires, Centro Editor de América Latina (CEAL), 1993.
- (es) Ricardo Martínez Mazzola, « Justo, Korn, Ghioldi. El Partido Socialista y la tradición liberal », Papeles de Trabajo, Buenos Aires, Instituto de Altos Estudios Sociales de la Universidad Nacional de General San Martín, no 8,‎ novembre 2011, p. 35-52 (ISSN 1851-2577, lire en ligne).